# 久保田町
久保田町（くぼたちょう）は、かつて佐賀県の南部にあった町。佐賀郡に属していた。
2007年10月1日付で佐賀市に編入され廃止となった。

## 地理
東の嘉瀬川、西の福所江川にはさまれ、南北に長い形をしている。町域全体が佐賀平野（筑紫平野）に含まれ、標高は低く平坦である。南は有明海に面し、町の南部は近世以降に陸地となった所である。
- 河川: 嘉瀬川、福所江川

### 隣接していた市町村
- 佐賀市
- 小城市

## 歴史

### 近現代
- 1889年（明治22年）4月1日 - 町村制度施行により、久保田村・徳万村・新田村・久富村が合併して久保田村が発足。
- 1962年（昭和37年）10月1日 - 芦刈村の一部を編入。
- 1967年（昭和42年）4月1日 - 町制施行し久保田町となる。
- 2007年（平成19年）10月1日 - 東与賀町・川副町とともに佐賀市に編入される。同日久保田町廃止。

### 字の変遷
| 1868年(明治初年)時点 | 1868年(明治初年)時点 | 1889年 - | 1889年 - | 1889年 -   | 1967年 - | 1967年 - | 1967年 - | 2005年 - | 2005年 -           |
| 佐賀郡               | 久保田村             | 佐賀郡   | 久保田村 | 大字久保田 | 佐賀郡   | 久保田町 | 同左     | 佐賀市   | 久保田町大字久保田 |
| 佐賀郡               | 新田村               | 佐賀郡   | 久保田村 | 大字新田   | 佐賀郡   | 久保田町 | 同左     | 佐賀市   | 久保田町大字新田   |
| 佐賀郡               | 徳万村               | 佐賀郡   | 久保田村 | 大字徳万   | 佐賀郡   | 久保田町 | 同左     | 佐賀市   | 久保田町大字徳万   |
| 佐賀郡               | 久富村               | 佐賀郡   | 久保田村 | 大字久富   | 佐賀郡   | 久保田町 | 同左     | 佐賀市   | 久保田町大字久富   |
| 佐賀郡               | ―                    | 佐賀郡   | 久保田村 | 大字江戸   | 佐賀郡   | 久保田町 | 同左     | 佐賀市   | 久保田町大字江戸   |

## 行政
- 町長
  - （最終）川副綾男
  - （初代）古賀了
- 村長
  - 石川又八

## 産業
佐賀平野地域に多く見られる、クリークにより導水した水田における稲作およびその裏作の大麦栽培が主産業で、有明海沿岸地域であり海苔の養殖も盛んである。

### 工場を置く主な企業
- 王子マテリア佐賀工場
- タイラ工業（2010年5月にみやき工場に全面移転 久保田工場は閉鎖）

## 教育

### 小中学校
- 久保田町立思斉中学校
- 久保田町立思斉小学校

※校名の由来は、江戸時代に現在の町域にあった学問所「思斉館」から。

## 交通
- 最寄り空港は佐賀空港。

### 鉄道
- 九州旅客鉄道（JR九州）
  - 長崎本線・唐津線
    - 久保田駅

### バス路線

#### 一般路線バス
- 佐賀市交通局
  - 佐賀市 - 久保田町

### 道路
高速道路なし（最寄りインターチェンジは長崎自動車道佐賀大和インターチェンジ）

#### 一般国道
- 国道207号
- 国道444号

#### 県道
- 主要地方道
  - 佐賀県道48号佐賀外環状線
- 一般県道
  - 佐賀県道225号久保田停車場線

## 名所・旧跡・観光スポット・祭事・催事

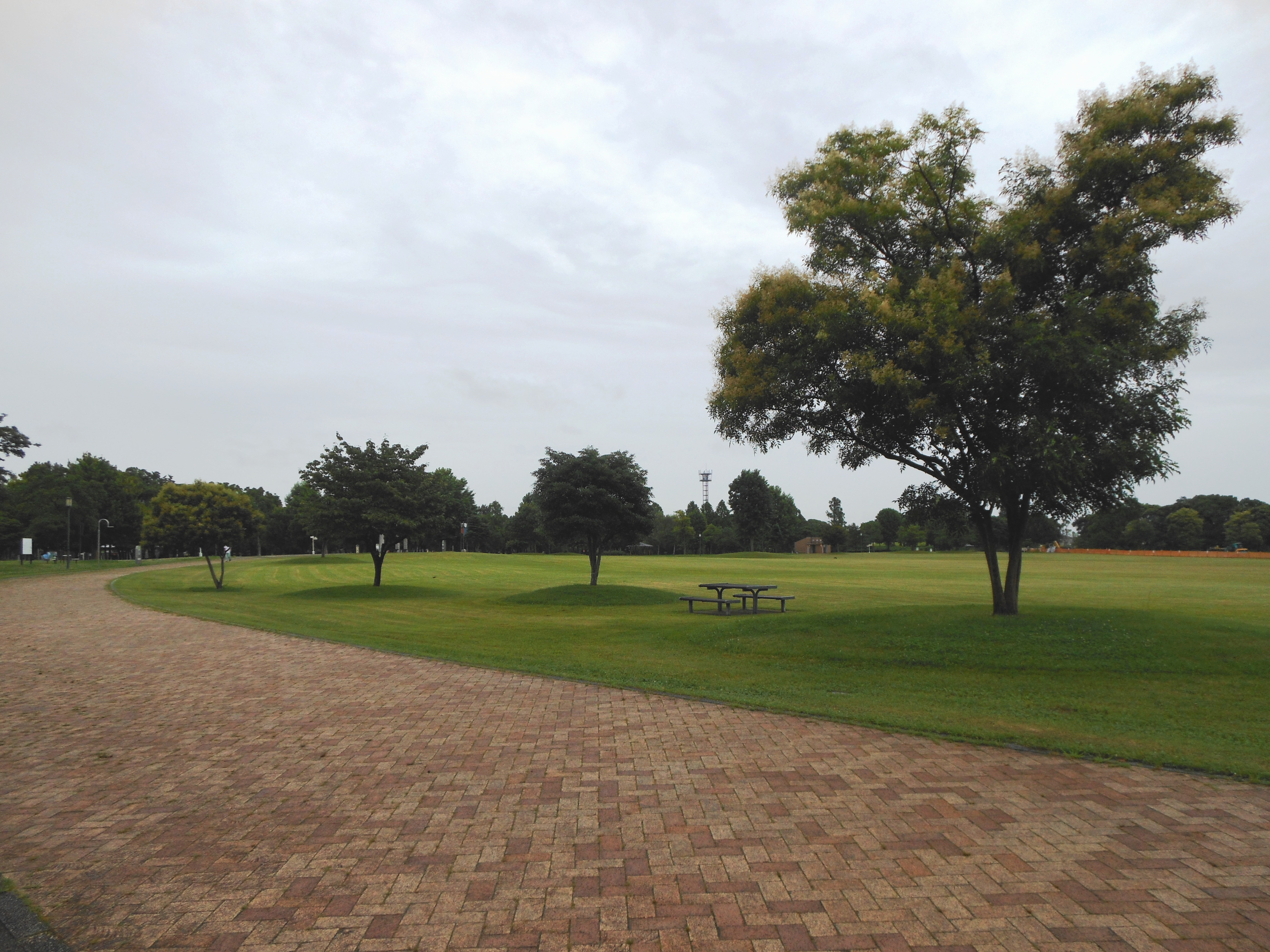
佐賀県立森林公園

- 佐賀県立森林公園
- 香椎神社
- クリーク公園
- チューリップ祭り：4月